# Аникин, Владимир (тяжелоатлет)
Владимир Аникин (2 сентября 1946, Вильнюс — дата смерти неизвестна) — советский тяжелоатлет, серебряный призёр чемпионата Европы, чемпион и призёр чемпионата СССР.

## Биография
В 1964 году окончил Свердловское суворовское училище. Тогда же начал заниматься тяжелой атлетикой. После окончания суворовского училища поступил в Рижское военное авиационное училище и с тех пор жил в Риге. Представлял команду Вооружённых сил. Тренеры — Валентин Волошин, Николай Белоусов, Михаил Фрайфельд. Выступал в категории до 56 кг. Установил 4 рекорда СССР.
На чемпионатах СССР становился чемпионом (1974), серебряным (1971, 1973) и бронзовым призёром (1970, 1972).
На чемпионате Европы в 1974 году занял второе место в легчайшей весовой категории и завоевал серебряную медаль.
В конце 1970-х годов также представлял Литовскую ССР. Завершил спортивную карьеру в 1979 году.
Погиб в 1980-е годы на военной службе.